# Nectandra roberto-andinoi
Nectandra roberto-andinoi (C.Nelson) C.Nelson – gatunek rośliny z rodziny wawrzynowatych (Lauraceae Juss.). Występuje endemicznie w Hondurasie i północnej części Nikaragui. 

## Morfologia
PokrójZimozielone drzewo dorastające do 15 m wysokości.
LiścieMają eliptyczny kształt. Mierzą 14–22 cm długości oraz 7–10 szerokości. Nasada liścia jest ostrokątna. Liść na brzegu jest całobrzegi. Wierzchołek jest spiczasty. Ogonek liściowy jest nagi i dorasta do 7–11 mm długości.
KwiatySą zebrane w wiechy. Rozwijają się w kątach pędów. Dorastają do 5–15 cm długości. Płatki okwiatu pojedynczego mają eliptyczny kształt i białą lub żółtawą barwę. Są niepozorne – mierzą 3 mm średnicy.
OwoceMają elipsoidalny kształt. Osiągają 8 mm długości oraz 6 mm średnicy.

## Biologia i ekologia
Rośnie w lasach o dużej wilgotności. Występuje na wysokości od 850 do 1000 m n.p.m.